# Kurodavolva
Kurodavolva là một chi ốc biển, là động vật thân mềm chân bụng sống ở biển thuộc họ Ovulidae.

## Các loài
Các loài thuộc chi Kurodavolva bao gồm:
- Kurodavolva wakayamensis (Cate & Azuma, 1973)[2]